# Francisca Merino
María Francisca Rosa Merino Garrido (Santiago, 9 de mayo de 1973) es una actriz y presentadora de televisión chilena. 

## Biografía
Nació el 9 de mayo de 1973 en Santiago de Chile. Hija de Mario Ernesto Merino Herrera; asesor creativo y programador de Radio Cooperativa, y de Rosa Elena “Pepina” Garrido Rojas.
Francisca Merino comenzó a grabar comerciales a los 14 años y desde entonces es independiente económicamente. Estudió teatro en las escuelas de Gustavo Meza en Chile y Juan Carlos Corazza en España.
Se dio a conocer en 1995 en la teleserie Amor a domicilio de Canal 13, pero fue al año siguiente cuando logró mayor popularidad al encarnar a Cathy Winter, la protagonista de Adrenalina, un fenómeno televisivo que es recordado hasta el día de hoy.
En 1999 protagonizó junto a Jorge Zabaleta la teleserie Cerro Alegre, interpretando a Beatriz León Thompson, una joven de clase acomodada de la ciudad de Viña del Mar.
En teatro integró el elenco de Te vas a morir de pena cuando yo no esté, uno de los montajes más comentados de la versión de 2002 del Festival Internacional Santiago a Mil. Escrita por Pablo Illanes y con Andrés Gómez en el otro rol protagónico, volvió a trabajar con ambos en 2011 en la obra Infierno Beach.
En 2005 actuó en el filme La última luna del director Miguel Littín, donde compartió reparto con Alejandro Goic y Tamara Acosta.
Su personalidad extrovertida motivó que fuera constantemente invitada a programas de televisión. Pero fue en 2008 que aceptó trabajar en un programa: SQP. En el programa de espectáculos explotó una faceta que muchas veces sacó risas (debido a las constantes payasadas de su compañero Felipe Avello) pero también polémica. Tras permanecer seis años en Chilevisión, donde también fue jurado del Festival de Viña del Mar, salió de pantalla de prenatal y no se le renovó contrato.
Tras estar alejada de la televisión, el matinal Bienvenidos, conducido por Tonka Tomicic y Martín Cárcamo, la reclutó en diciembre de 2015 para ser panelista. Aseguró que aceptó esa propuesta porque un matinal es un formato amigable y no está expuesta a las discusiones que suelen producirse en un programa de farándula.
Pese a que en 2014 Chilevisión decidió prescindir de ella, en 2016 fue llamada para reforzar Maldita moda ante los tibios resultados que estaba registrando. En un hecho inédito en la industria televisiva, Merino, con contrato en Canal 13, logró trabajar en dos canales de televisión al mismo tiempo.

## Vida privada
Merino dice ser budista, ya que "tomó refugio en las tres joyas" (aceptó y profesa las 3 creencias básicas del budismo) en un viaje a la India. Asegura que en los programas de farándula representa a un "personaje" y que en su vida personal no es así.
Merino fue pareja de Felipe Braun, relación que terminó en 1994 debido a una infidelidad por parte de él. Posteriormente, mantuvo una relación con el actor Luciano Cruz-Coke entre 1997 y 1999, la cual también llegó a su fin por diversas infidelidades del actor con Ingrid Cruz y Javiera García-Huidobro.
Merino contrajo matrimonio civil en 2001 con el ingeniero comercial Claudio Labbé, de quien se separó en 2016, con quien tuvo a sus tres hijos: Dominic, Amanda (ahijada del guionista Pablo Illanes) y Chloé (ahijada del actor Andrés Gómez). 
En 2019 comenzó una relación sentimental con el relacionador público italiano Andrea Marocchino, hijo de Luciano Marocchino, un italiano importador de ropa, acomodado por la familia Pinochet Ugarte a inicios de los 80s para entrar en la cadena proveedores de Falabella.Se comprometieron en febrero de 2022, y al respecto Merino anunció en marzo de ese año la noticia y dijo que su casamiento sería en Italia, que ya tenía agendada hora para el matrimonio civil en Italia para agosto del 2022 y que serían dos ceremonias de matrimonio, una civil y una religiosa de "rito budista", ya que Merino dice ser de aquella religión. Luego, en junio de 2022 Merino anunció que posponían su casamiento con Marocchino para una fecha no definida, según ella debido a que ellos habían planeado su casamiento antes de que estallara la Invasión rusa a Ucrania y ya para inicios de junio de 2022 los costos para su boda en Italia habrían aumentado a más del 50% del precio que ellos estipularon inicialmente. En septiembre de 2023, en el estelar farandulero PH, Podemos Hablar de Chilevisión, Merino contó más detalles de la razón de la boda pospuesta y también su relación, sobre la boda dijo "150 lucas por cada invitado ¡estay loco! Para eso me voy a vivir afuera. Está cara la vida, si vas al supermercado te compras cuatro cosas y salen 100 lucas, imagínate cuánto sale un matrimonio", sobre su relación reveló; "Además, que igual estoy bien con mi fidanzato, estamos felices, llevamos ya cinco años. Próximamente igual vamos a unirnos y vamos a irnos a vivir juntos, y más adelante nos vamos a casar, pero los dos solos nomás".En enero de 2025, otra vez en el programa PH, Merino fue consultada por Raquel Argandoña por el anillo de compromiso que supuestamente Marocchino debía regalarle, a lo cual Merino confesó; "Mira, esta Navidad esperaba el anillo, les juro, pero no, me regaló otra cosa. Igual me encantó, pero no el anillo", a lo que la conductora del programa Diana Bolocco le advirtió que debía tener cuidado, "porque después los hombres se achanchan" y Merino le replicó, "No lo voy a dejar, soy enferma de hinchapelotas, así que no creas", contestó Merino entre risas.

## Controversias
El 9 de abril de 2014 en el programa SQP se comentaba la presentación de la cantante Anita Tijoux en el festival Lollapalooza, donde unas jóvenes del público le gritaron "cara de nana" a la artista. Cuando fue el turno de Francisca Merino para comentar la noticia dijo "carita de nana, pero bonita". Esto generó la ira del comediante Pedro Ruminot, invitado de ese día en SQP, quien la cuestionó por lo que acababa de decir. Merino le respondió "te enojas porque tú también eres moreno. Tráeme una tacita de café mejor". En consecuencia, Chilevisión recibió 275 denuncias en el Consejo Nacional de Televisión de Chile. Más tarde, la actriz fue congelada por más de una semana de televisión y a su vuelta, en SQP el 15 de mayo de 2014, pidió disculpas públicas y también dijo que fue una mala broma. No obstante, Chilevisión fue amonestado en agosto por "prejuicios de carácter social".Finalmente, Merino no siguió en Chilevisión y aseguró no querer volver a la farándula.

## Filmografía

### Como actriz
| Año  | Título          | Papel             | Director           |
| ---- | --------------- | ----------------- | ------------------ |
| 2003 | El nominado     | Celina            | Gabriel López      |
| 2005 | La última luna  | Alinne            | Miguel Littín      |
| 2007 | Normal con alas | Rosario Balmaceda | Coca Gómez         |
| 2008 | Lokas           | Mujer del sueño   | Gonzalo Justiniano |
| 2011 | Baby Shower     | Claudia           | Pablo Illanes      |

| Año  | Título               | Papel                            | Notas                       | Canal    |
| ---- | -------------------- | -------------------------------- | --------------------------- | -------- |
| 1995 | El amor está de moda | Marcela Stuardo                  | Elenco principal            | Canal 13 |
| 1995 | Amor a domicilio     | Sofía Garrido                    | Elenco principal            | Canal 13 |
| 1996 | Adrenalina           | Cathy Winter                     | Protagonista: 103 episodios | Canal 13 |
| 1997 | Playa Salvaje        | Camila Aguirre Ossandón          | Protagonista: 99 episodios  | Canal 13 |
| 1999 | Cerro Alegre         | Beatriz León Thompson            | Protagonista: 100 episodios | Canal 13 |
| 2000 | Corazón Pirata       | Fátima Saud Lecaros              | Protagonista: 106 episodios | Canal 13 |
| 2004 | Hippie               | Florencia Risopatrón Echezarreta | Elenco principal            | Canal 13 |

| Año  | Título                 | Notas      | Papel                                | Canal    |
| ---- | ---------------------- | ---------- | ------------------------------------ | -------- |
| 2002 | La vida es una lotería | Jenny      | Episodio: Salado y confitado         | TVN      |
| 2016 | Directo al corazón     | Raquel     | Episodio: Mi ex no me deja tranquilo | Canal 13 |
| 2017 | Papá mono              | Ella misma | Episodio: Un pololo para Francisca   | Canal 13 |

### como Presentadora
| Año       | Título                   | Papel                                      | Canal       |
| --------- | ------------------------ | ------------------------------------------ | ----------- |
| 2006      | Gente como tú            | Presentadora                               | Chilevisión |
| 2006-2014 | SQP                      | Panelista                                  | Chilevisión |
| 2009-2011 | Fiebre de baile          | Coanimadora                                | Chilevisión |
| 2013      | Festival de Viña del Mar | Jueza                                      | Chilevisión |
| 2014      | El elegido               | Jueza                                      | Chilevisión |
| 2014      | Primer plano             | Panelista                                  | Chilevisión |
| 2015-2018 | Bienvenidos              | Panelista                                  | Canal 13    |
| 2016      | Teletón                  | Participante “Parejas en llamas”, Vedetón. | Anatel      |
| 2016      | La divina comida         | Participante                               | Chilevisión |
| 2016      | Maldita moda             | Panelista                                  | Chilevisión |
| 2019      | La huincha               | Jueza                                      | TVN         |
| 2019-2020 | Me pongo en tus zapatos  | Presentadora                               | TV+         |
| 2020-2021 | MILF                     | Panelista                                  | TV+         |
| 2022-2025 | Tal cual                 | Panelista                                  | TV+         |
| 2024-2025 | Pedro y Pancha           | Presentadora                               | TV+         |
| 2025      | Amiga date cuenta        | Panelista                                  | TV+         |